# Клодзіно (Свідвинський повіт)
Клодзіно (пол. Kłodzino) — село в Польщі, у гміні Ромбіно Свідвинського повіту Західнопоморського воєводства.
Населення — 149 осіб (2011).
У 1975-1998 роках село належало до Кошалінського воєводства.

## Демографія
Демографічна структура станом на 31 березня 2011 року:
|          | Загалом | Допрацездатний вік | Працездатний вік | Постпрацездатний вік |
| -------- | ------- | ------------------ | ---------------- | -------------------- |
| Чоловіки | 79      | 12                 | 60               | 7                    |
| Жінки    | 70      | 17                 | 38               | 15                   |
| Разом    | 149     | 29                 | 98               | 22                   |